# Hannah Sullivan
Hannah Sullivan (nascida a 3 Janeiro 1979) é uma académica e poetisa britânica. É autora de The Work of Revision (Harvard University Press, 2013), que ganhou o Prémio Rose Mary Crawshay e o University English Book Prize, além da coleção de poemas Three Poems (Faber, 2018), que ganhou o TS Eliot Prize. É catedrática associada de literatura inglesa na New College, Oxford.

## Biografia
Sullivan frequentou a Trinity College, em Cambridge, obtendo uma dupla Primeira nota em Clássicos em 2000. Passou um ano na Universidade de Harvard como Kennedy Scholar, estudando literatura comparada e, posteriormente, obteve um Mestrado em Pesquisa (M.Res) em estudos culturais no London Consortium. Retornou à Universidade de Harvard para trabalhar num PhD em Inglês e literatura americana, que recebeu em 2008. Foi professora assistente de literatura inglesa na Universidade de Stanford antes de retornar à Inglaterra.
Em 2018, publicou sua primeira coleção de poesia, Three Poems (Faber )  que ganhou o prestigioso Prémio TS Eliot pela melhor nova coleção de poesia publicada na Grã-Bretanha ou na Irlanda.
Sullivan é leitora associada de Inglês na New College, Oxford. Vive em Londres com o marido e dois filhos.

## Publicações selecionadas
- Sullivan, Hannah (2013). The Work of Revision. Harvard University Press (em inglês). [S.l.: s.n.] ISBN 978-0674073128  Sullivan, Hannah (2013). The Work of Revision. Harvard University Press (em inglês). [S.l.: s.n.] ISBN 978-0674073128  Sullivan, Hannah (2013). The Work of Revision. Harvard University Press (em inglês). [S.l.: s.n.] ISBN 978-0674073128
- Sullivan, Hannah (2018). Three Poems. Faber and Faber (em inglês). [S.l.: s.n.] ISBN 978-0571337675  Sullivan, Hannah (2018). Three Poems. Faber and Faber (em inglês). [S.l.: s.n.] ISBN 978-0571337675  Sullivan, Hannah (2018). Three Poems. Faber and Faber (em inglês). [S.l.: s.n.] ISBN 978-0571337675

## Prémios e reconhecimento
- Prémio TS Eliot (2018) [1]
- Prémio Internacional de Poesia da John Pollard Foundation (2018) [5]
- Prémio Rose Mary Crawshay (2014) [2]
- Prémio Philip Leverhulme (2013) [6]